# لونزو بال
لونزو بال (بالإنجليزية: Lonzo Ball)‏ هو لاعب كرة سلة أمريكي يلعب في مركز لاعب هجوم خلفي في نادي نيو أورلينز بيليكانز.

## روابط خارجية
- لونزو بال على موقع إن بي أي (الإنجليزية)
- لونزو بال على موقع سبورتس رفرنس (الإنجليزية)
- لونزو بال على موقع كرة السلة الأوروبية.كوم (الإنجليزية)
- لونزو بال على موقع إي إس بي إن.كوم (الإنجليزية)
- لونزو بال على موقع كلية كرة السلة في سبورتس رفرنس.كوم (الإنجليزية)
- لونزو بال على موقع ريلجم (الإنجليزية)
- لونزو بال على موقع بروبوليرز (الإنجليزية)